# Фокус (новине, Бањалука)
Фокус је дневни лист који излази сваког дана осим недеље на подручју Републике Српске. 
Сједиште Фокуса се налази у улици Јована Рашковића бр. 16 у Бањалуци. 
Директор Фокуса је Зоран Шаренац, а главни и одговорни уредник је Далибор Ђекић. 
Издавачко предузеће које се бави штампањем Фокуса је „Прес Комерц“ (Press Commerce) Бањалука.

## Историја
Рјешењем Министарства просвјете и културе Републике Српске од 16. маја 2005. лист „Фокус“ је уписан у регистар јавних гласила.

## Фокус (Бијељина)
Бивши Фокус са сједиштем у Бијељини је излазио једном мјесечно. Основан је 1996. године. Главни и одговорни уредник бијељинског Фокуса је био Перо Симић. Бијељински Фокус је у јануару 1997. године прогласио Ратка Младића за личност 1996. године.